# 木村弘人
木村 弘人（きむら ひろと、1888年（明治21年）9月15日 - 1978年（昭和53年）4月23日）は、大日本帝国陸軍軍人。最終階級は陸軍中将。旧姓は西山。

## 経歴
1888年（明治21年）に宮城県で生まれた。陸軍士官学校第21期、東京帝国大学冶金学科卒業。1932年（昭和7年）、陸軍砲兵大佐に進級と同時に陸軍造兵廠名古屋工廠千種兵器製造所長に就任した。1934年（昭和9年）に関東軍兵器部長、1935年（昭和10年）に陸軍造兵廠名古屋工廠作業課長を経て、1936年（昭和11年）に陸軍造兵廠技術部長に就任。
1937年（昭和12年）に陸軍少将に進級し、1938年（昭和13年）に陸軍造兵廠名古屋工廠長に就任。1939年（昭和14年）に陸軍中将に進級し、1940年（昭和15年）に大阪陸軍造兵廠長に転じる。1944年（昭和19年）3月1日に待命、3月2日に予備役に編入された。
1947年（昭和22年）11月28日、公職追放仮指定を受けた。

## 栄典
- 1939年（昭和14年）11月13日 - 勲二等瑞宝章[5]